# Maysel
Maysel és un municipi francès, situat al departament de l'Oise i a la regió dels Alts de França. L'any 2007 tenia 271 habitants.

## Demografia

### Població
El 2007 la població de fet de Maysel era de 271 persones. Hi havia 98 famílies de les quals 16 eren unipersonals (12 homes vivint sols i 4 dones vivint soles), 33 parelles sense fills, 45 parelles amb fills i 4 famílies monoparentals amb fills.
La població ha evolucionat segons el següent gràfic:
Habitants censats

### Habitatges
El 2007 hi havia 108 habitatges, 101 eren l'habitatge principal de la família, 4 eren segones residències i 2 estaven desocupats. 103 eren cases i 5 eren apartaments. Dels 101 habitatges principals, 92 estaven ocupats pels seus propietaris, 8 estaven llogats i ocupats pels llogaters i 1 estava cedit a títol gratuït; 2 tenien una cambra, 5 en tenien dues, 13 en tenien tres, 25 en tenien quatre i 56 en tenien cinc o més. 77 habitatges disposaven pel capbaix d'una plaça de pàrquing. A 33 habitatges hi havia un automòbil i a 67 n'hi havia dos o més.

### Piràmide de població
La piràmide de població per edats i sexe el 2009 era:
| Homes | Edats   | Dones |
| ----- | ------- | ----- |
| 0     | 95 o +  | 0     |
| 0     | 90 a 94 | 0     |
| 0     | 85 a 89 | 0     |
| 4     | 80 a 84 | 0     |
| 0     | 75 a 79 | 0     |
| 0     | 70 a 74 | 4     |
| 0     | 65 a 69 | 4     |
| 0     | 60 a 64 | 4     |
| 16    | 55 a 59 | 12    |
| 16    | 50 a 54 | 8     |
| 12    | 45 a 49 | 8     |
| 24    | 40 a 44 | 16    |
| 0     | 35 a 39 | 8     |
| 8     | 30 a 34 | 4     |
| 8     | 25 a 29 | 4     |
| 0     | 20 a 24 | 8     |
| 12    | 15 a 19 | 12    |
| 8     | 10 a 14 | 8     |
| 0     | 5 a 9   | 0     |
| 0     | 0 a 4   | 0     |

## Economia
El 2007 la població en edat de treballar era de 207 persones, 157 eren actives i 50 eren inactives. De les 157 persones actives 148 estaven ocupades (76 homes i 72 dones) i 9 estaven aturades (5 homes i 4 dones). De les 50 persones inactives 19 estaven jubilades, 18 estaven estudiant i 13 estaven classificades com a «altres inactius».

### Ingressos
El 2009 a Maysel hi havia 97 unitats fiscals que integraven 250 persones, la mediana anual d'ingressos fiscals per persona era de 22.744 €.

### Activitats econòmiques
Dels 5 establiments que hi havia el 2007, 1 era d'una empresa de construcció, 2 d'empreses de comerç i reparació d'automòbils, 1 d'una empresa d'hostatgeria i restauració i 1 d'una empresa de serveis.
Dels 2 establiments de servei als particulars que hi havia el 2009, 1 era una lampisteria i 1 restaurant.

## Poblacions més properes
El següent diagrama mostra les poblacions més properes.